# Fallout (serija videoiger)
Fallout (slovensko: radioaktivne padavine oz. radioaktivni prah) je serija računalniških iger, postavljenih v postapokaliptično prihodnost 22. in 23. stoletja, v katerih igralec raziskuje ozemlje Združenih držav Amerike, uničeno ob jedrski vojni in srečuje redke preživele, pogosto mutirane zaradi dolgotrajne izpostavljenosti radioaktivnemu sevanju.
V seriji je do zdaj izšlo pet iger iz zvrsti igranja domišljijskih vlog (RPG), ena taktična, ena akcijska igra in ena simulacija. Sprva je igre iz serije izdajalo podjetje Interplay, kasneje pa je licenco kupilo podjetje Bethesda Softworks, pri katerem je izšlo tudi zadnje nadaljevanje. Mehanika iger temelji na sistemu S.P.E.C.I.A.L., po katerem se določa osnovne karakteristike likov (moč, vzdržljivost, inteligenca, gibčnost itd.), ki vplivajo na njihovo interakcijo z okoljem. Značilno za vse igre iz serije je posnemanje ikonografije in dizajna 50. in 60. let 20. stoletja oz. takratnega videnja prihodnosti (t. i. retrofuturizem).

## Zgodba
Ozadje za dogajanje je alternativnozgodovinski scenarij, v katerem tok zgodovine Združenih držav Amerike in preostalega sveta po 2. svetovni vojni poteka drugače od resničnega, zgodba pa se nato nadaljuje v prihodnost. 
V negotovih časih, ki jih zaznamujeta hladna vojna in velika gospodarska kriza, ameriška zvezna vlada razdeli državo v 13 skupnosti narodov (Commonwealth) da bi zagotovila ekonomsko stabilnost, vendar to povzroči razpad ZDA, saj posamezne vlade postavijo lastne interese pred interes naroda. Zaradi naraščajoče cene goriv pride do vojne med Evropo in srednjim vzhodom. Tekmovanje za vire vodi v nasilno priključitev Kanade Združenim državam. Leta 2066 Kitajska napade z naravnimi viri bogato Aljasko, vojna pa leta 2077 doseže vrhunec v medsebojnem obstreljevanju z jedrskim orožjem, ki traja le nekaj ur, a za seboj pusti opustošenje.
V desetletjih pred tem prične ameriška vlada z izgradnjo ogromnih podzemnih zaklonišč, t. i. trezorjev (v izvirniku vault), kamor naj bi se zatekli prebivalci pred jedrsko kataklizmo. Vsako izmed teh zaklonišč naj bi sprejelo do tisoč prebivalcev in jih varovalo ter oskrbovalo deset let, dokler ne bi minile najhujše posledice detonacij. Neuradno pa so ta zaklonišča velikanski sociološki eksperimenti, kjer nameravajo testirati vedenje množice ljudi zaprte v omejenem prostoru pod različnimi pogoji. Tako v enega od njih sprejmejo samo moške, v drugega samo otroke mlajše od 15 let, spet tretjega programirajo tako, da njegovo ozvočenje nenehno predvaja šum ipd. Na to, da zaklonišča niso primarno namenjena preživetju naroda, kaže tudi dejstvo, da jih je bilo do vojne zgrajenih samo 122, medtem ko bi jih za zaščito vseh prebivalcev ZDA bilo potrebnih več sto tisoč. Glavno vlogo v njih imajo Nadzorniki (izvirno Overseer), ki edini vedo za poskus. Igralec v igrah iz serije največkrat prevzame vlogo enega od prebivalcev teh zaklonišč ali njihovega potomca, ki se mora zaradi spleta okoliščin podati v opustošeno pokrajino opravljati določeno nalogo.

## Igre v seriji
- Fallout (1997) se dogaja v opustošeni Južni Kaliforniji, z začetkom leta 2161. Protagonist, prebivalec Trezorja 13, dobi nalogo, da poišče zamenjavo pokvarjenega čipa za prečiščevalnik vode. Pogled na dogajanje je izometričen.
- Fallout 2 (1998) je po videzu in načinu igranja zelo podoben predhodniku, le z nekoliko posodobljenim uporabniškim vmesnikom. Zgodba se začne 80 let po prvencu, glavni lik je potomec protagonista iz prvega dela. Rešiti mora  vas, ki je nastala v bližini Trezorja 13 in jo ogroža večletna suša.
- Fallout Tactics s podnaslovom Brotherhood of Steel (2001) - taktična igra, kjer igralec vodi enote organizacije Brotherhood of Steel, ki ima dostop do zalog orožja ameriške vlade; zgodba se sicer ne ujema povsem s preostalimi igrami.
- Fallout: Brotherhood of Steel (2004) ima enak podnaslov kot prejšnja, vendar je po zvrsti akcijska igra in prva iz serije, ki je bila napisana izključno za igralne konzole. Igra je tretjeosebna.
- Fallout 3 (2008), prva igra, ki jo je izdala Bethesda po odkupu licence, se precej razlikuje od predhodnikov. Vzdušje je enako, vendar je okolje tokrat povsem tridimenzionalno, igralec pa ga spremlja v prvi osebi. Tudi zgodba se ne navezuje na prvenec, saj se dogaja blizu Washingtona; protagonist je prebivalec Trezorja 101, ki je programiran tako, da naj bi se odprl po 200 namesto po 10 letih. Sprva mora najti očeta, ki mu je uspelo pobegniti pred avtokratskim Nadzornikom.
- Fallout: New Vegas (2010), prav tako v založbi Bethesda, se dogaja štiri leta po dogodkih v tretjem delu in uporablja isti igralni pogon, a so liki povsem drugi (dogajanje je postavljeno v puščavo Mojave) in igra šteje kot samostojno delo, ne dodatek za Fallout 3.
- Fallout Shelter (2015), preprosta upraviteljska simulacija za mobilne naprave (iOS in Android), v kateri igralec prevzame vlogo Nadzornika in gradi zaklonišče ter upravlja njegove prebivalce.
- Fallout 4 (2015) je po videzu in načinu igranja podoben tretjemu delu, dodano je upravljanje prijateljskih naselij in gradnja raznih struktur (zgradbe in njihova oprema, obrambni topovi, vodne črpalke itd.) iz materialov, ki jih igralec zbira naokrog po ozemlju. Zgodba se odvija 10 let po Fallout 3 v Bostonu in okolici. Igralec je v vlogi edinega preživelega iz Trezorja 111, ki se prebudi iz hibernacije 210 let po jedrskem napadu.
- Fallout 76 (2018) je prva spletna večigralska igra v seriji, enoigralski način ni vključen. Igralno območje je štirikrat večje kot tisto v štirici, postavljeno pa je v zvezno državo Zahodna Virginija.

Tretji del glavne serije so sicer začeli razvijati že pri Interplayju, natančneje v njegovi skupini Black Isle Studios, a so projekt z delovnim naslovom Van Buren zaradi finančnih težav in razpustitve razvojne ekipe pri Black Isle Studios konec leta 2003 opustili ter prodali licenco Bethesdi. Interplay je kljub temu zadržal licenco za izdajo množično večigralske spletne različice (MMORPG) in jo pričel razvijati, a se je zapletel v dolgotrajno sodno bitko z Bethesdo glede pravic. Ta se je končala leta 2012 z izvensodno poravnavo in ukinitvijo projekta.

## Filmske priredbe
Prvi načrti za ekranizacijo segajo že v leto 1998, ko je Interplay Entertainment ustanovil divizijo Interplay Films in oznanil, da je film Fallout eden njihovih prvih projektov. Leta 2000 so oznanili, da je filmska priredba prve igre v produkciji in da scenarist Brent V. Friedman dela na zgodnjem osnutku, udeležena pa da je produkcijska hiša Dark Horse Entertainment. Divizija je bila kasneje ukinjena ne da bi izdala kak film.
Leta 2009 so pri Bethesda Softworks oznanili, da se zanimajo za produkcijo filma in registrirali blagovno znamko pri ameriškem uradu. Namesto filma je na koncu izšel le DVD dokumentarec o ustvarjanju Fallouta 3. Todd Howard, ki je imel režisersko vlogo pri nekaterih delih serije, je leta 2016 povedal, da je v preteklih letih zavrnil več predlogov raznih studiev za ekranizacijo, saj je presodil, da se noben ni ujemal z vizijo ustvarjalcev iger. To se je spremenilo leta 2020, ko je odgovorne pri Bethesdi prepričal Jonathan Nolan, sam navdušen igralec. 20. aprila 2024 je tako na Amazon Prime Video izšla prva sezona TV-serije Fallout, ki so jo komentatorji pohvalili kot eno najboljših ekranizacij videoiger sploh.